# ری فو
ری فو (انگلیسی: Rie fu؛ زادهٔ ۱۱ ژانویهٔ ۱۹۸۵) یک موسیقی‌دان اهل ژاپن است. وی از سال ۲۰۰۴ میلادی تاکنون مشغول فعالیت بوده‌است.